# Montbarla
Montbarla település Franciaországban, Tarn-et-Garonne megyében. Lakosainak száma 160 fő (2022. január 1.). Montbarla Durfort-Lacapelette, Miramont-de-Quercy, Montagudet, Montesquieu és Saint-Amans-de-Pellagal községekkel határos.

## Népesség
A település népességének változása:
| Lakosok száma | 155  | 161  | 173  | 179  | 180  | 183  | 186  | 174  | 160  |
|               | 2013 | 2015 | 2016 | 2017 | 2018 | 2019 | 2020 | 2021 | 2022 |